# Microsoft Office 2010
Microsoft Office 2010 (tên mã hóa: Office 14) là một phiên bản của bộ sản phẩm Microsoft Office dành cho Microsoft Windows. Office 2010 được phát hành để sản xuất vào ngày 15 tháng 4 năm 2010, và sau đó được bán lẻ và mua trực tuyến vào ngày 15 tháng 6 năm 2010. Gói phần mềm này là sản phẩm kế thừa của Office 2007 và là sản phẩm tiền nhiệm của Office 2013. Nghiên cứu và phát triển của Office 2010 bắt đầu vào năm 2006, trước khi phát hành phiên bản Office 2007.
Office 2010 giới thiệu các cải tiến giao diện người dùng bao gồm khung nhìn Backstage hợp nhất các nhiệm vụ quản lý tài liệu vào một vị trí duy nhất. Ribbon được đưa vào Office 2007 cho Access, Excel, Outlook, PowerPoint, và Word. Đây là giao diện người dùng chính cho tất cả các ứng dụng và hoàn toàn có thể tùy chỉnh trong Office 2010. Các tính năng mới khác bao gồm hỗ trợ định dạng tệp mở rộng; các tính năng đồng tác giả cho phép nhiều người dùng chia sẻ và chỉnh sửa đồng thời các tài liệu; tích hợp OneDrive và SharePoint; và các cải tiến bảo mật như Protected View, một môi trường hộp cát riêng biệt chỉ đọc để bảo vệ người dùng khỏi nội dung độc hại tiềm ẩn. Nó cũng ra mắt Office Online — trước đây là Office Web Apps — một bộ sưu tập các phiên bản dựa trên web miễn phí của Excel, OneNote, PowerPoint, và Word. Office Starter 2010, một phiên bản mới của Office, đã thay thế Microsoft Works. Office Mobile 2010, bản cập nhật cho gói phần mềm văn phòng di động của Microsoft, được phát hành vào ngày 12 tháng 5 năm 2010 như là một bản nâng cấp miễn phí từ Windows Phone Store cho các thiết bị Windows Mobile 6.5 với phiên bản Office Mobile đã cài đặt trước đó.
Office 2010 là phiên bản Office đầu tiên được phát hành theo hai biến thể cho IA-32 và x64, nhưng phiên bản x64 không tương thích với Windows XP hoặc Windows Server 2003. Đây cũng là phiên bản đầu tiên yêu cầu kích hoạt sản phẩm cho các phiên bản cài đặt có số lượng. Đây là phiên bản Office cuối cùng nhất tương thích với Windows XP, Windows Server 2003, Windows Vista và Windows Server 2008 do phiên bản tiếp theo, Office 2013, không hỗ trợ các hệ điều hành trên.
Việc tiếp nhận Office 2010 nói chung là tích cực, với các nhà phê bình ca ngợi giao diện xem Backstage mới, các tùy chọn tùy chỉnh mới cho ribbon và kết hợp ribbon vào tất cả các ứng dụng. Trong khi doanh số bán hàng ban đầu thấp hơn so với phiên bản tiền nhiệm của nó, Office 2010 là một thành công cho Microsoft và vượt qua các kỷ lục trước đó của công ty về thời gian áp dụng, sử dụng, và doanh thu. Tính đến ngày 31 tháng 12 năm 2011, khoảng 200 triệu giấy phép của Office 2010 đã được bán, trước khi ngừng hoạt động vào ngày 31 tháng 1 năm 2013. Hỗ trợ cho Office 2010 kết thúc vào ngày 13 tháng 10 năm 2015; hỗ trợ mở rộng kết thúc vào ngày 13 tháng 10 năm 2020.

## Lịch sử và phát triển
Sự phát triển của phiên bản này bắt đầu vào năm 2007 trong khi Microsoft đã hoàn thành công việc trên Office 12, phát hành với tên gọi Microsoft Office 2007. Phiên bản số 13 đã bị bỏ qua vì hội chứng sợ số 13. Trước đây, Office 2010 (sau đó được gọi là Office 14) từng được cho rằng sẽ được phát hành vào nửa đầu năm 2009.
Vào ngày 15 tháng 4 năm 2009, Microsoft đã xác nhận rằng Office 2010 sẽ được phát hành trong nửa đầu năm 2010. Họ đã thông báo đại chúng vào ngày 12 tháng 5 năm 2009, tại sự kiện Tech Ed, một phiên bản dùng thử của phiên bản 64 bit. Bản kỹ thuật xem trước 1 (Phiên bản: 14.0.4006.1010) đã bị rò rỉ vào ngày 15 tháng 5 năm 2009.
Một phiên bản beta sau nội bộ đã bị rò rỉ vào ngày 12 tháng 7 năm 2009. Phiên bản này mới hơn phiên bản xem trước chính thức và bao gồm một ứng dụng kiểm tra nội bộ "Đá vôi" (lưu ý: EULA ám chỉ là phiên bản Beta 2).. Vào ngày 13 tháng 7 năm 2009, Microsoft đã công bố Office 2010 tại Hội nghị Đối tác Toàn cầu 2009.
Vào ngày 14 tháng 7 năm 2009, Microsoft bắt đầu gửi lời mời trên Microsoft Connect để kiểm tra bản xem trước chính thức của Office 2010. Vào ngày 30 tháng 8 năm 2009, bản dựng beta 4417 đã bị rò rỉ trên internet qua torrent.
Phiên bản beta công khai có sẵn cho người đăng ký của TechNet, MSDN và Microsoft Connect vào ngày 16 tháng 11 năm 2009. Vào ngày 18 tháng 11 năm 2009, bản beta đã chính thức được phát hành cho công chúng tại trang web Microsoft Office Beta, ban đầu được Microsoft phát hành 11 tháng 11 năm 2009 để cung cấp ảnh chụp màn hình của bộ ứng dụng văn phòng mới. Office 2010 Beta là phiên bản miễn phí, đầy đủ chức năng và hết hạn ngày 31 tháng 10 năm 2010.
Trong nỗ lực giúp khách hàng và đối tác triển khai Office 2010, Microsoft đã khởi chạy chương trình tương thích ứng dụng Office 2010 với các công cụ và hướng dẫn có sẵn để tải xuống. Vào ngày 5 tháng 2 năm 2010, ứng cử viên phát hành chính thức xây dựng 4734.1000 đã có sẵn cho người kiểm tra trên Connect và MSDN. Nó đã bị rò rỉ cho các trang web torrent. Một vài ngày sau, bản RTM Escrow cũng đã bị rò rỉ.
Microsoft đã công bố RTM vào ngày 15 tháng 4 năm 2010 và đó là phiên bản cuối cùng có công nghệ giọng nói để sử dụng công nghệ chuyển văn bản thành giọng nói trong Microsoft OneNote, Microsoft PowerPoint, Microsoft Outlook, và Microsoft Word. Office 2010 ban đầu được phát hành cho khách hàng doanh nghiệp vào ngày 12 tháng 5 năm 2010, tuy nhiên nó đã được cung cấp cho Khách hàng doanh nghiệp với Đảm bảo Phần mềm (software reassurance) vào ngày 27 tháng 4 năm 2010 và cho các Khách hàng cấp phép số lượng khác vào ngày 1 tháng 5. Người đăng ký trên MSDN và TechNet có thể download phiên bản RTM kể từ ngày 22 tháng 4 năm 2010. Số phiên bản RTM là 14.0.4763.1000.
Vào ngày 15 tháng 6 năm 2010, Office 2010 đã có sẵn cho tất cả mọi khách hàng.